# Literatura de informação
Literatura de informação é um segmento do Quinhentismo, o primeiro movimento literário ocorrido no Brasil, logo após a chegada dos colonizadores portugueses. Possui esse nome pois seu principal objetivo era informar o que ocorria na colônia portuguesa. O principal exemplo de uma obra integrante da literatura de informação é a carta de Pero Vaz de Caminha, escrita quando a esquadra de Pedro Álvares Cabral chegou às terras tupiniquins. A literatura de informação teve seu fim no começo do século XVII.